# Gran Convención
La Gran Convención, también conocida como la Gran Convención Constituyente, fue el órgano constituyente de la República de Chile, encargado de redactar una nueva Constitución Política de la República mediante la convocatoria realizada por el presidente José Joaquín Prieto tras la guerra civil chilena de 1829-1830.

## Antecedentes
La Constitución Política de la República de Chile de 1828 establecía el mecanismo en que se podía reformar la carta fundamental, sin embargo señalaba explícitamente que no se podría realizar ninguna modificación antes de 1836. No obstante aquello, el senador Manuel Gandarillas presentó un proyecto para establecer una convención constituyente que sesionaría durante dos meses y debía estar compuesta por ocho integrantes elegidos por ambas cámaras del Congreso Nacional además de tres oradores nombrados respectivamente por el presidente de la República, la Cámara de Diputados y el Senado.
El proyecto de Gandarillas fue modificado durante su tramitación en el Senado y la Cámara de Diputados, principalmente en lo relativo a la composición de la Convención. Finalmente, el 1 de octubre de 1831 fue promulgada la ley que convocaba a la formación de una Gran Convención.

## Composición
La Gran Convención estaba compuesta por 36 integrantes: 16 diputados y 20 ciudadanos, todos ellos elegidos por los diputados y senadores en ejercicio mediante una sesión plenaria realizada el 8 de octubre de 1831. Los miembros de la Convención fueron:
| Diputados en ejercicio - Joaquín Tocornal - Manuel Camilo Vial - Ramón Rengifo - Miguel del Fierro Illanes - José Manuel Astorga Camus - José Vicente Bustillos - Estanislao Arce Vásquez - José Antonio Rosales Mercado - Enrique Campino - Juan Manuel Carrasco Valenzuela - Juan Francisco Larraín Rojas - Santiago Echevers Santelices - Clemente Pérez Montt - José Puga Figueroa - Estanislao Portales Larraín | Ciudadanos electos por el Congreso - Gaspar Marín - Mariano Egaña - Agustín Vial Santelices - Fernando Antonio Elizalde Marticorena - Manuel Gandarillas - Diego Arriarán del Río - Juan Francisco Meneses - Manuel Vicuña Larraín (obispo de Ceran) - José María de Rozas - Vicente Izquierdo Urmeneta - Juan Agustín Alcalde - José Miguel Irarrázaval Alcalde - Francisco Javier Errázuriz Aldunate - José Raymundo del Río - Diego Barros Fernández - Juan de Dios Correa de Saa - Ángel Argüelles - Ambrosio Aldunate Carvajal - José Antonio Huici - Gabriel Tocornal |

Cabe destacar que de los 20 ciudadanos electos por el Congreso, solo 6 correspondían efectivamente a ciudadanos que no fueran parlamentarios: los 14 restantes eran senadores o diputados que estaban en ejercicio.

## Sesiones
La sesión de instalación de la Gran Convención se realizó el 20 de octubre de 1831 en la Sala del Senado, que en aquel entonces sesionaba en el Palacio del Real Tribunal del Consulado de Santiago. El presidente de la República, Joaquín Prieto, tomó el juramento a los 36 integrantes, y posterior a su instalación, la Gran Convención eligió a su mesa directiva, que quedó compuesta por Joaquín Tocornal (presidente), Fernando Elizalde (vicepresidente) y Juan Francisco Meneses (secretario).
La redacción de la nueva Constitución fue encargada a una comisión de 7 miembros, compuesta por Mariano Egaña, Gabriel Tocornal, Agustín Vial Santelices, Fernando Elizalde, Manuel Gandarillas, Juan Francisco Meneses y Santiago Echevers. Mientras sesionaba dicha comisión, la Gran Convención suspendió sus sesiones.
En la sesión del 9 de noviembre de 1832, la Gran Convención aprobó en general el proyecto de nueva Constitución redactado por la comisión de 7 miembros, y en las jornadas posteriores se continuó con la discusión particular de cada artículo.El 17 de mayo de 1833 fue aprobado el texto definitivo, por lo que la Gran Convención finalizó sus tareas el 22 de mayo y nombró una comisión que presentara al gobierno la nueva Constitución, la cual fue promulgada el 25 de mayo de 1833.